# 黃顯聲
黃顯聲（1896年12月18日—1949年11月27日），字警鐘，辽宁岫岩人。中國抗日將領，曾任中华民国辽宁省警务处处长兼沈阳市公安局局长。是东北抗日义勇军的缔造者之一。

## 生平
1918年，黃顯聲考入北京大学文科补习班，曾参加五四运动。1921年，他考入东北陆军讲武堂第三期炮科。1922年毕业，加入东北军。1928年，他任第一旅（即卫队旅）旅长，负责沈阳的警卫工作，保护张学良的人身安全。1930年，他任辽宁省警务处处长兼沈阳市公安局局长。
1931年九一八事變前夕，他獲得有关事变即将爆发的情報，提前擴充下屬的警察隊、公安隊，並發放槍支彈藥，後来東北抗日義勇軍有多名將領來自原警察部隊。九一八事變当夜，沈阳的中国军队主要有东北军王以哲的第七旅、总部卫队、张学良的卫队营、东北讲武堂学员兵、黄显声的警察部队等等。九一八事變爆发後，黃顯聲率警察部隊隨即投入抵抗，在瀋陽打響抗日第一槍。但警察部隊只有輕武器，傷亡很大。9月19日凌晨3时，在日军强大攻势下，黄显声命令沈阳警察部队连夜撤往新民县，并向锦州集中待命。该警察部队因事先准备较充分，所以损失最小，成为日后东北地区抗日义勇军的一支主力。
1931年秋冬之際，東北邊防軍司令长官公署和遼寧省政府公署都搬到錦州重建，但張學良和張作相都未到錦州，軍政事務由黃顯聲代拆代行，黃顯聲成為實際的前敵總指揮。任命刘澜波为省府秘书。黃顯聲在錦州大力招募地方武裝，但張學良由於擔心中國正規軍與日軍交戰給日軍以口實，拒絕給予黃顯聲部隊正規番號。在這種情況下，黃顯聲將新編部隊称遼寧抗日義勇軍，黃顯聲任总司令，這就是義勇軍名字最初的來歷。期間黃顯聲率部擊潰了投降日本的張學成部，於高山子壹戰，擊斃張學成。並在遼西與日軍作戰。其後張學良下令東北軍主力于1931年最後一天撤離錦州。黃顯聲率部在錦州外圍與日軍激戰，並在撤離过程中斷後掩護。黃顯聲部一部分隨黃顯聲入關，一部分留在當地堅持抗戰。黃顯聲被迫入關後，所部骑兵总队改编为东北军骑兵第二师，河北省委派遣孙志远等17名党员到该部工作，1933年4月成立中共骑二师工委。1935年9月黄显声担任骑兵军副军长，奉命进驻陕北剿共。由於蒋介石攘外必先安內的戰略，黃顯聲的抗日主張不被採納，抗戰努力屢屢受挫，後與中國共產黨討論聯合抗戰，1936年8月秘密加入中國共產黨。
1937年七七事變後，黃顯聲率119師与騎兵第2師在漳河前線與日军激戰，遭到重大損失。
1938年春，黃顯聲在漢口被國民黨秘密逮捕，其後被长期關押。黃顯聲將軍自治印保留至今，印側面有一行小字“騎富士山頭展鐵蹄，倭奴滅，踐踏櫻花歸”。
中国人民解放军占领重慶前夕，蔣中正下令殺死黃顯聲。1949年11月27日，國民黨特工楊進興從背後放冷槍，將黃顯聲殺死于距离白公館半里路的步雲橋附近。

## 纪念
1949年12月15日，重庆市各界人士举行追悼大会，哀悼杨虎城、黄显声、罗世文、车耀先、陈然、江竹筠等死难人士。中国人民解放军第二野战军刘伯承、邓小平及中共中央西南局领导参加了追悼大会。